# Athos (Stargate)
Athos (indirizzo Stargate: ) è un pianeta immaginario appartenente alla serie televisiva di fantascienza Stargate Atlantis.
Questo pianeta si trova nella Galassia di Pegaso ed è il primo dopo Atlantide ad essere visitato dai terrestri in questa galassia. Il pianeta è coperto quasi interamente da foreste e ha un giorno molto corto.

## Storia
Il villaggio degli Athosiani fu costruito vicino ad una città fondata dai Lantiani ed è guidato da Teyla Emmagan. Teyla condusse Sheppard nelle rovine della città dove gli Athosiani si nascondevano durante gli attacchi dei Wraith. Lì, Sheppard trova il ciondolo di Teyla che si rivelò un trasmettitore dei Wraith. Le loro navi giunsero dopo aver rivelato la presenza del gene ATA di Sheppard e il colonnello dovette condurre gli Athosiani su Atlantide per salvarli. Come punizione i Wraith devastarono il pianeta.

## Nuova Athos
Gli Athosiani furono costretti ad abbandonare Atlantide dopo che i Lantiani della Tria, classe Aurora, reclamarono la città. Tuttavia, dopo che Atlantide tornò nelle mani della Spedizione, gli Athosiani preferirono restare sul loro nuovo pianeta. Un anno dopo, Michael catturò gli Athosiani per fare degli esperimenti. Furono poi liberati dai membri della Spedizione.